# Éric Salignon
Éric Salignon (ur. 22 lipca 1982 w Carpentras) – francuski kierowca wyścigowy.

## Kariera

### Formuła Renault
Francuz karierę rozpoczął od startów w kartingu. Jednym z największych sukcesów Salignona w tej kategorii, było 2. miejsce w Monco Kart Cup. W roku 2000 przeniósł się do wyścigów single-seater. W latach 2000–2002 rywalizował równolegle we Francuskiej oraz Europejskiej Formule Renault. W obu seriach sięgnął po tytuł mistrzowski (w sezonie 2001 we francuskim cyklu, natomiast w 2002 w europejskim). Sukces osiągnął z zespołem Graff Racing.

### Formuła 3
W roku 2003 awansował do Brytyjskiej Formule 3. Startując w brytyjskiej ekipie Hitech Racing, zmagania zakończył na 12. miejscu. Z tym samym teamem wystąpił również w prestiżowym wyścigu Masters of Formuła 3. Ukończył go jednak dopiero na 36. pozycji.
W sezonie 2004 podpisał kontrakt z francuską stajnią ASM Formule 3, na udział w Formule 3 Euroseries. W ciągu 16 wyścigów pięciokrotnie stawał na podium, w tym trzykrotnie na najwyższym stopniu. Ostatecznie rywalizację zakończył na 6. lokacie. Z tym samym zespołem wystartował również w Grand Prix Makau (nie ukończył), Masters of Formuła 3 (2 msc) oraz Bahrain Superprix (16 msc).

### Formuła Renault 3.5
W 2005 roku przeniósł się do światowej serii Formuły Renault, w której jeździł w barwach Cram Competition. W ciągu 16 wyścigów siedmiokrotnie dojechał na punktowanej pozycji, najlepiej spisując się w drugim wyścigu we Francji, zajmując 3. miejsce. Zebrane punkty pozwoliły mu na zajęcia 10. lokaty w końcowej klasyfikacji.
W kolejnym sezonie przeszedł do austriackiej stajni Interwetten.com. Pomimo zdominowania pierwszej rundy sezonu, na torze w Belgii (zwyciężył w obu wyścigach), w kolejnych nie radził sobie już tak dobrze, w konsekwencji zajmując dopiero 9. pozycję w generalnej klasyfikacji. Po tym sezonie niespodziewanie zakończył sportową karierę.

## Wyniki w Formule Renault 3.5
| Legenda oznaczeń w tabelach wyników Wyświetl szablon na nowej stronie | Legenda oznaczeń w tabelach wyników Wyświetl szablon na nowej stronie                                                                     |
| Oznaczenie                                                            | Wyjaśnienie |
| --------------------------------------------------------------------- | --- |
| Złoty                                                                 | Zwycięzca lub mistrzostwo |
| Srebrny                                                               | 2. miejsce lub wicemistrzostwo |
| Brązowy                                                               | 3. miejsce lub II wicemistrzostwo |
| Zielony                                                               | Ukończył, punktował (w klasyfikacji generalnej, gdy zdobył co najmniej jeden punkt na przestrzeni sezonu, poza trzema powyższymi opcjami) |
| Niebieski                                                             | Ukończył, nie punktował (w klasyfikacji generalnej, gdy nie zdobył co najmniej jednego punktu na przestrzeni sezonu)                      |
| Czerwony                                                              | Nie zakwalifikował się (NZ) |
| Czerwony                                                              | Nie prekwalifikował się (NPK) |
| Różowy                                                                | Nie ukończył (NU) |
| Różowy                                                                | Niesklasyfikowany (NS) (w klasyfikacji generalnej, gdy nie został sklasyfikowany w żadnym wyścigu sezonu)                                 |
| Czarny                                                                | Zdyskwalifikowany (DK) |
| Czarny                                                                | Wykluczony (WYK/EX) |
| Biały                                                                 | Nie wystartował (NW) |
| Biały                                                                 | Kontuzjowany (K/INJ) |
| Biały                                                                 | Wyścig odwołany (OD/C) |
| Bez koloru                                                            | Został wycofany (WYC/WD) |
| Bez koloru                                                            | Nie przybył (NP/DNA) |
| Bez koloru                                                            | Nie brał udziału w treningach (NT/DNP) |
| Bez koloru                                                            | Nie został zgłoszony (–) |
| Pogrubienie                                                           | Start z pole position |
| Kursywa                                                               | Najszybsze okrążenie wyścigu |
| †                                                                     | Nie ukończył, ale jego rezultat został zaliczony ze względu na przejechanie więcej niż 90% dystansu wyścigu.                              |
| *                                                                     | Sezon w trakcie |
| 1/2/3                                                                 | Punktowana pozycja w sprincie kwalifikacyjnym                                                                                             |
| Lista systemów punktacji Formuły 1                                    | |

| Rok  | Zespół           | Wyniki w poszczególnych eliminacjach | Wyniki w poszczególnych eliminacjach | Wyniki w poszczególnych eliminacjach | Wyniki w poszczególnych eliminacjach | Wyniki w poszczególnych eliminacjach | Wyniki w poszczególnych eliminacjach | Wyniki w poszczególnych eliminacjach | Wyniki w poszczególnych eliminacjach | Wyniki w poszczególnych eliminacjach | Wyniki w poszczególnych eliminacjach | Wyniki w poszczególnych eliminacjach | Wyniki w poszczególnych eliminacjach | Wyniki w poszczególnych eliminacjach | Wyniki w poszczególnych eliminacjach | Wyniki w poszczególnych eliminacjach | Wyniki w poszczególnych eliminacjach | Wyniki w poszczególnych eliminacjach | Punkty | Pozycja |
| ---- | ---------------- | ------------------------------------ | ------------------------------------ | ------------------------------------ | ------------------------------------ | ------------------------------------ | ------------------------------------ | ------------------------------------ | ------------------------------------ | ------------------------------------ | ------------------------------------ | ------------------------------------ | ------------------------------------ | ------------------------------------ | ------------------------------------ | ------------------------------------ | ------------------------------------ | ------------------------------------ | ------ | ------- |
| 2005 | Cram Competition | BEL                                  | BEL                                  | MON                                  | VAL                                  | VAL                                  | FRA                                  | FRA                                  | BIL                                  | BIL                                  | DEU                                  | DEU                                  | GBR                                  | GBR                                  | PRT                                  | PRT                                  | ITA                                  | ITA                                  | 49     | 10      |
| 2005 | Cram Competition | 15                                   | NU                                   | 14                                   | 23                                   | 3                                    | 5                                    | 4                                    | 4                                    | 5                                    | NU                                   | 8                                    | NU                                   | NU                                   | -                                    | -                                    | 6                                    | NU                                   | 49     | 10      |
| 2006 | Interwetten.com  | ZOL                                  | ZOL                                  | MON                                  | TUR                                  | TUR                                  | ITA                                  | ITA                                  | SFR                                  | SFR                                  | DEU                                  | DEU                                  | GBR                                  | GBR                                  | FRA                                  | FRA                                  | ESP                                  | ESP                                  | 48     | 8       |
| 2006 | Interwetten.com  | 1                                    | 1                                    | 20                                   | 17                                   | 23†                                  | 22                                   | 8                                    | 9                                    | 5                                    | NU                                   | 7                                    | 14                                   | 11                                   | 18                                   | 9                                    | -                                    | -                                    | 48     | 8       |